# Fradim
Fradim foi uma revista em quadrinhos criada pelo cartunista Henfil publicada pelo selo Codecri (que pertencia ao jornal O Pasquim). Foram publicadas 31 edições entre 1971 e 1980 com histórias do personagem-título e de outros personagens clássicos de Henfil, como Graúna e Bode Orelana. Em 2013, o filho de Henfil, Ivan Cosenza de Souza, através da ONG Henfil - Educação e Sustentabilidade (em parceira com o Instituto Henfil, do Rio de Janeiro) relançou todos os volumes em seu formato original, além de um "número zero", fazendo um apanhado de toda a coleção. Essa republicação ganhou o 26º Troféu HQ Mix na categoria "melhor publicação de clássico".